# Storm Model Agency
Storm Model Management  è una agenzia di moda inglese fondata nel 1987 da Sarah Doukas e Richard Branson. La sua sede principale  si trova a Chelsea (Londra). L'agenzia ha quattro divisioni specializzate: Women (donne), Men (uomini), New Faces (volti nuovi) e dal 2006 Special Bookings. La Storm Model Agency ha sotto contratto alcune delle più quotate supermodel internazionali come Alessandra Ambrosio, Kate Moss, Eva Riccobono
e Coco Rocha.

## Personaggi rappresentati
Il seguente è un elenco incompleto dei principali personaggi rappresentati dalla Storm Model Agency, sia nel passato che oggi.
- Alessandra Ambrosio
- May Andersen
- Devon Aoki
- Monica Bellucci
- Carla Bruni[2]
- Michelle Buswell
- Aurélie Claudel
- Lily Cole[2]
- Cindy Crawford
- Sophie Dahl
- Waris Dirie
- Jourdan Dunn
- Mia Goth
- Dayle Haddon
- Sharmina Harrower
- Eva Herzigová
- Carmen Kass
- Daul Kim
- Elle Macpherson
- Josie Maran
- Jane March
- Enikő Mihalik
- Imogen Morris Clarke
- Kate Moss[2]
- Dani Newman
- Hanne Gaby Odiele
- Anita Pallenberg[2]
- Lorraine Pascale
- Tatjana Patitz
- Daniel Pimentel
- Behati Prinsloo
- Frankie Rayder
- Bar Refaeli
- Mia Regan
- Eva Riccobono
- Coco Rocha
- Liberty Ross
- Inés Sastre
- Marcus Schenkenberg
- Julia Stegner
- Lara Stone
- Kasia Struss
- Anya Taylor-Joy
- Caroline Trentini
- Marine Vacth
- Sofía Vergara
- Emma Watson[2]
- Alek Wek
- David Wenham
- Holly Willoughby